# Čáp pestrý
Čáp pestrý (Ciconia stormi) je druh velkého ptáka z čeledi čápovití (Ciconiidae). Druh poprvé popsal německý vědec August Wilhelm Heinrich Blasius roku 1896 jako Melanopelargus episcopus stormi. Čáp pestrý byl často považován za populaci čápa bělokrkého (Ciconia episcopus), ale v současnosti jsou oba druhy považovány za samostatné, přičemž areály výskytu těchto druhů se kříží. Čáp pestrý se vyskytuje v Indonésii na ostrově Borneo a na jihovýchodní Sumatře, zřídka se objevuje také na Malajském poloostrově nebo v Thajsku. Co do počtu jedinců patří čáp pestrý mezi nejohroženější druhy čápů na světě. Na Malajském poloostrově je populace odhadovaná na 150 ptáků, na Kalimantanu a Sumatře pod 250 jedinců. Celková velikost populace byla odhadnuta na 400–500 jedinců, z toho asi 260–330 dospělců. Trend celkové populace je klesající. Hlavním důvodem tohoto poklesu je ztráta přirozeného prostředí. Jen mezi lety 1985–1997 došlo ke zničení jedné čtvrtiny lesů na Kalimantanu a od roku 1985 zmizelo téměř 30 % původních lesů na Sumatře. Důvodem je především těžba dřeva a uvolňování půdy pro pěstování palem olejných (Elaeis guineensis). V menší míře se objevuje také lov. Jako chráněný druh je čáp pestrý hodnocen v Indonésii, Thajsku a v Sarawaku, ale realizování ochranných opatření není vymáháno vážně. Čáp pestrý se ale vyskytuje ve více než deseti chráněných areálech. Mezinárodní svaz ochrany přírody (IUCN) druh hodnotí jako ohrožený.
Čáp pestrý dosahuje výšky 75–91 cm. Zbarvení je na hrudníku, zádech, křídlech a koruně černé, na krku, šíji a břiše bílé. Kolem očí se rozprostírají výrazné žluté kruhy. Zobák je červený, také končetiny mají matně červené zbarvení. Neobjevuje se výrazný pohlavní dimorfismus, i když samci bývají pravděpodobně o něco větší než samice. Čáp pestrý se vyskytuje v původních hustých bažinatých nebo říčních lesích. Žije převážně samotářsky. O rozmnožování existuje dosud jen málo informací. První hnízdo tohoto druhu bylo objeveno v Thajsku 27. září 1986. Mláďata se vyklubala asi 21. až 24. října, ale 22. listopadu bylo hnízdo zničeno a mláďata ukradena jedním vesničanem. Oblast byla následně zaplavena při stavbě přehrady. Druhé známé hnízdo bylo nalezeno na jihu Sumatry v oblasti Sembilang 26. dubna 1989, přičemž bylo získáno jedno vejce bílé barvy (které se dnes nachází v bogorském muzeu). Rodiče mláďata krmili několikrát denně rybami, žábami a červy. Očekává se, že mláďata jsou schopna létat po asi 90 dnech.
Dříve tento druh chovala německá ptačí zoo WELTVOGELPARK, WALSRODE.